# ADK World
ADK World (ADK Special au Japon) est un jeu vidéo du type mini-jeux développé par ADK et édité par SNK en 1995 uniquement au Japon et uniquement sur Neo-Geo CD (NGH 091),,.

## Description
Le CD-ROM permet d'accéder à un menu sous forme de carte de ville appelée ADK Town. Le laboratoire du professeur Brown permet d'accéder à des fiches des personnages de World Heroes et à un dessin de World Heroes Perfect. Le Café de ADK permet d'accéder à des informations, des jaquettes et artworks sur des personnages de l'univers d'ADK : Magician Lord, Ninja Combat, Ninja Commando, Aggressors of Dark Kombat, Crossed Swords II, World Heroes, Blue's Journey et Rally Chase. L'immeuble ADK est un questionnaire de fans auquel ADK répond. ADK Corner, une discussion à propos d'ADK. Mysterious Shack permet dedébloquer des options cachées.

## Système de jeu
Neo Quiz
ADK Dome
Cinema ADK: 19YY
La Cabane de Madman